# Acerbo nimis
 Acerbo nimis (O náboženské výchově, někdy též ve starší literatuře O katechisování)  je název encykliky papeže Pia X. vyhlášené 15. dubna 1905. 
Papež v ní vyzýval klérus k povinnosti vyučovat lidi a současně žádal po věřících, aby nebyli pasivní a zajistili si podle svých možností pravé základy víry v dostatečné jasnosti. Papež vyzývá k ještě usilovnějšímu hlásání katolické nauky, zvláště o nedělích a větších křesťanských svátcích. 
Kněží mají vyučovat horlivě mládež a encyklika klade důraz kázání, na katechetickou praxi, na přípravu lidí ke křtu a k svatému přijímání. V každé farnosti by mělo být zřízeno společenství "Kongregace křesťanské nauky", kde by se mohli v případě nedostatku kněží sdružovat samotní laici, kteří by tuto křesťanskou nauku mezi sebou i vně v horlivosti šířili. Kněží mají při svým kurzech pro laiky probrat během 4 - 5 let celý obsah tridentského katechismu, který zahrnuje pochopení vyznání víry, Desatero přikázání, modlitbu a církevní přikázání.